# Centre de coordination de la réaction d'urgence
Le Centre de coordination de la réaction d'urgence, aussi connu sous le sigle ERCC (de l’anglais Emergency Response Coordination Center) est le centre de coordination de la réponse d'urgence de la direction générale de l'aide humanitaire et de la protection civile (ECHO).

## Fonctionnement
Il suit l'actualité en permanence afin de coordonner et d'assurer une réponse plus rapide aux catastrophes naturelles et humaines dans l'ensemble des États membres et dans le reste du monde. Le programme comprend les 27 pays membres, ainsi que 7 autres pays européens (Islande, Macédoine du Nord, Monténégro, Norvège, Royaume-Uni, Serbie et Turquie). Il collecte et analyse les événements dans le monde, et en informe les dirigeants concernés. Il assure une permanence concernant les demandes d'entraide européennes et soutient aussi des activités de prévention et de préparation aux catastrophes des populations.

## Interventions
Durant l'été 2018, il gère l'intervention de pompiers de 8 pays en Suède et de 4 autres pays en Grèce (feux de forêt en Attique).
En 2020, l'ERCC a enregistrée une réponse européenne dans  102 cas, sur l'ensemble des cinq continents, que ce soit pour lutter contre l'épidémie de coronavirus (dans les deux tiers des cas) ou pour apporter une assistance ciblée sur un évènement climatique (cyclone Harold) ou accidentel (explosions au port de Beyrouth de 2020).
En 2021, l'Albanie, la Grèce, l'Italie, la Macédoine du Nord et la Turquie font partie des pays recevant des renforts en homme et en matériel pour lutter contre des incendies ; la Commission européenne prend en charge « au moins 75 % des coûts liés au transport ».

## Compléments